# Vejrvarsel
Et vejrvarsel er et forsøg på at forudsige vejret, eller det er et forsøg på at forudsige andre begivenheder ud fra vejret.
Mennesket har alle dage været dybt afhængigt af vejret. Selv i dag hvor de fleste egentlig ikke er så afhængige af vejret mere sendes der vejrudsigter flere gange om dagen, både i radioen, på fjernsynet og på internettet og de fleste af os følger interesseret med hver dag for at høre hvordan vejret bliver i morgen. Vejrudsigterne tager meteorologer sig af i dag, men i gamle dage, da man ikke kendte så meget til naturvidenskaberne tog man vejrvarsler af omgivelserne. Vejrvarslerne dengang var oftest resultater af folks tidligere erfaringer med vejret. De passer nogle gange, men er dog alligevel sjældent til at regne med.

## Eksempler
Eksempler på gammeldags vejrvarsler:
- Morgenrøde gir dage bløde. Kveldsrøde gir dage søde.
- Når svalen sine vinger mod jorden daske, vil man snart høre regnen plaske. Altså: Når svalerne flyver lavt bliver det snart regnvejr. Forklaringen er, at luftens tryk ("barometerstanden") falder når det trækker op til uvejr, og da de insekter som svalerne fanger i flugten foretrækker luft ved et bestemt tryk, søger de nedad når trykket falder – og svalerne følger så efter deres "middagsmad".
- Flyver viben mod jorden og svalen mod sky, så kan du gemme din paraply.
- En mild Mortens aften (den 10. november) lover ifølge gammel folketro hvid jul.
- Når solen går ned i en sæk, står den op i en bæk. Altså: Når solnedgangen forsvinder i skyer, bliver det regn næste morgen. Dette skyldes som regel, at de skyer som solnedgangen forsvinder i, er en varmfront på vej vestfra. I løbet af natten driver fronten med dens flere hundrede kilometer brede "bræmme" af skyer ind over, og næste morgen har man de mest regnvåde skyer i fronten lige over sig – deraf "bækken".
- Springer eg før ask, går sommeren i vask. Som regel begynder de første ege at springe ud nogle dage før de første aske, men asken udvikler sig hurtigere. Det kan forekomme, at den sidste ask springer ud mere end tre uger efter den sidste eg. Helt frem til den 15. juni kan asken stå nøgen. Generelt ender 9 ud af 10 somre i vask, så reglen passer ca. 9 ud af 10 år. Den oprindelige ordlyd er: springer ask før eg bliver sommeren veg, men springer eg før ask bliver sommeren hvask.

Man brugte også vejrvarslerne til at forudsige lykke og ulykke. F.eks. blev vejret på folks bryllupsdag ofte brugt som varsel om hvordan ægteskabet skulle blive – f.eks.:
- Regnvejr betød lykke – Der regner guld i brudens skød
- Storm betød et uroligt samliv.

Man troede også man kunne påvirke vejret med bestemte handlinger. F.eks. kunne sømænd fremkalde vind ved at fløjte, men han skulle være forsigtig, så han ikke kom til at fremmane storm. Bonden kunne fremmane blæst, så kornet tørrede ved at fløjte og dreje hatten tre omgange på hovedet. Efter tredje omgang skulle han lade hatten pege i den ønskede vindretning. Hvis to mænd tisser over kors bliver det godt vejr og hvis man går baglæns i seng, skulle det blive godt vejr næste dag. Mariehøne-remsen er et eksempel på et forsøg på at påvirke vejret fra gamle dage:
Marie Marie Marolle, flyv op til Vorherre og be' om godt vejr. (Frit efter hukommelsen) – remsen fremsiges med en mariehøne på spidsen af pegefingeren, som man holder op i luften. Remsen skulle gerne ende med at Marie rent faktisk breder vingerne ud og flyver af sted.